# Siegburger Ruderverein

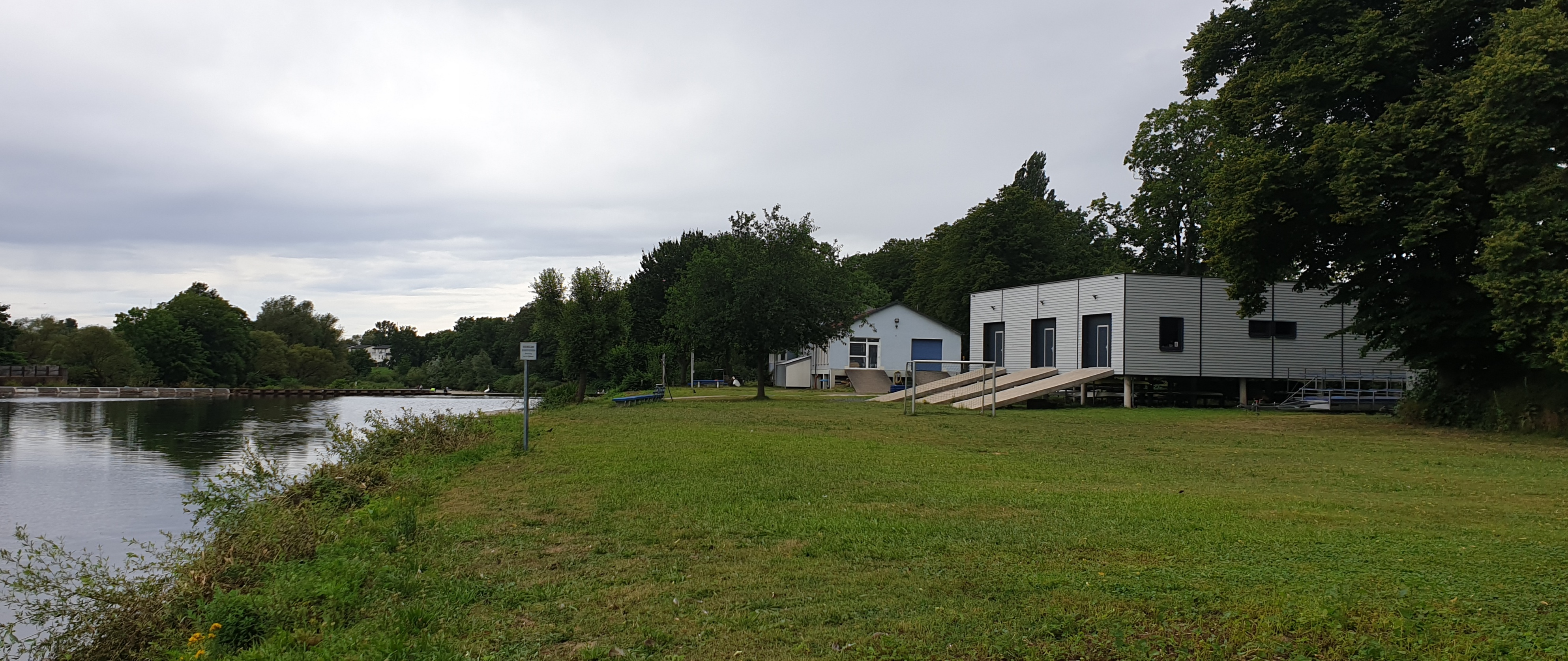
Vereinsgelände an der Siegwehr

Der Siegburger Ruderverein (kurz SRV) ist ein Ruderverein aus Siegburg bei Bonn. Das Bootshaus des im Leistungs- und Breitensport engagierten SRV liegt unmittelbar am Ufer der Sieg, eines Nebenflusses des Rheins.

## Geschichte
Gegründet wurde der heutige SRV von zwölf jungen Männern zunächst als Siegburger Schwimm- und Ruderverein. Der Rudersport fand zudem auf der Agger statt, einem schmalen Nebenfluss der Sieg. Erst 1920 ließ man auf einem von der Gemeinde erworbenen Ufergrundstück im heutigen Siegburger Stadtteil Deichhaus unmittelbar an der Sieg ein eigenes Bootshaus bauen. Somit wurden die Ruderaktivitäten dauerhaft an den größeren Nebenfluss des Rheins verlegt, wo sämtliche Fahrten des SRV am Siegwehr beginnen.
1922 trennten sich die Schwimmer von den Ruderern des heutigen SRV und gründeten den SV Hellas Siegburg. Der im gleichen Jahr gebildete WSV Siegtal aus Seligenthal schloss jedoch die dadurch entstandene Mitgliederlücke durch eine spätere Fusion. Bereits in der Zeit vor 1939 widmete sich der SRV erfolgreich dem Rennrudern, konnte nach dem Zweiten Weltkrieg jedoch nur langsam an vergangene Erfolge anknüpfen. Nach einem Generationenwechsel stellte sich ab 1975 allerdings erneuter Erfolg im Rennrudern ein.
Unter der Führung von Achim Weiffen startete der SRV erfolgreich auf nationalen und internationalen Meisterschaften und errang zahlreiche Titel. 1987 holte schließlich Erik Ring bei den Weltmeisterschaften in Kopenhagen die Goldmedaille im Leichtgewichtsvierer ohne Steuermann. 1998 gelang dies Valerie Viehoff, die bei den Weltmeisterschaften in Köln die Goldmedaille im Leichtgewichtsdoppelvierer gewann. Bei den Olympischen Spielen in Sydney holte Viehoff 2000 darüber hinaus eine Silbermedaille. Zuletzt gelang Patrik Stöcker 2016 bei den Weltmeisterschaften in Rotterdam im Leichtgewichtsdoppelvierer der Sieg (Goldmedaille).
Im Oktober 2017 bezog der Ruderverein eine neu gebaute Bootshalle. Die alte Bootshalle wurde bis zum Sommer 2021 zum Fitnessbereich umgebaut.